# 나는 공무원이다
"나는 공무원이다"는 2012년 7월 12일에 개봉된 독립 영화이다.

## 줄거리
마포구청 7급 공무원 삶과 이야기를 그린 독립 영화이다.

## 캐스팅
- 윤제문 : 한대희 역
- 송하윤 : 미선 역
- 김희정 : 사쿠 역
- 성준 : 민기 역
- 서현정 : 영진 역
- 권수현 : 수 역
- 유승목 : 이제순 역
- 이희석 : 신입 역
- 박해일 : 한준희 역 (특별출연)
- 오광록 : 밥 딜런 역 (특별출연)
- 고창석 : 콘테스트 심사위원 역 (특별출연)
- 정해균 : 민 사장 역 (특별출연)
- 민복기 : 민원인 역 (특별출연)